# Bembidion eichleri
Bembidion eichleri is een keversoort uit de familie van de loopkevers (Carabidae). De wetenschappelijke naam van de soort is voor het eerst geldig gepubliceerd in 2002 door Marggi; Wrase & C.Huber.